# Сграда на Община Бургас
Сградата на Община Бургас е административна сграда в град Бургас, България, в която се намира седалището на администрацията на Община Бургас.
Сградата е построена в началото на 30-те години по проект на архитект Георги Овчаров на мястото на изгорялата градска библиотека. Намира се на улица „Александровска“ № 26, в централната част на града.